# 野花鱂
野花鱂，為輻鰭魚綱鯉齒目鯉齒亞目花鳉科的其中一種，被IUCN列為極危保育類動物，分布於中美洲墨西哥Grijalva河流域，體長可達5公分，屬雜食性，生活習性不明。

## 擴展閱讀
維基物種上的相關：野花鱂